# Yogi Bough
Levi G. Bough, detto Yogi (Saint Croix, 1921 – Lugano, 19 maggio 2008), è stato un cestista e allenatore di pallacanestro statunitense naturalizzato svizzero.

## Carriera

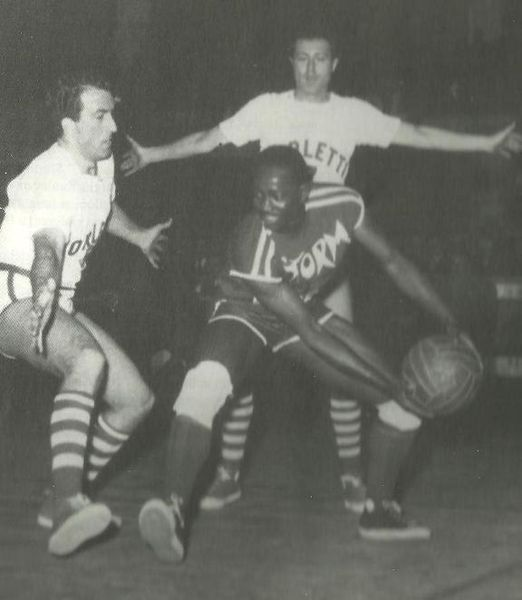
Milano, 9 gennaio 1955, Borletti Milano batte Storm Varese 59-56. Una fase di gioco con Yogi Bough contrastato da Cesare Rubini, a sinistra, e Sergio Stefanini, dietro.

Nato negli Stati Uniti, si trasferisce in Europa, andando a vivere in Svizzera nel 1950. Gioca prima nel Losanna e poi nell'Urania Ginevra, vincendo la Coppa Svizzera nel 1952. Nel 1953 viene ingaggiato dalla Federale Lugano, e nel 1954 Rino Sassi, proprietario della "Storm Abbigliamento" e presidente della Pallacanestro Varese lo ingaggia, nel doppio ruolo di allenatore-giocatore.
Rimane in Italia per alcuni anni, rientrando poi nel 1960 in Svizzera, alla Federale. Nel 1961 una parentesi italiana come allenatore della Pallacanestro Vigevano, e nel 1964 debutta in terra elvetica dirigendo la Riri Mendrisio, squadra femminile, che sotto la sua guida si aggiudica nel 1967 il primo dei quattro campionati nazionali da lui vinti. Bough allena la squadra fino al 1972, anno dello scioglimento per mancanza di fondi.

## Palmarès
- Campionato svizzero: 1

Urania Genève: